# Бонавентура Домбровський
Бонавентура Домбровський (пол. Bonawentura Dąbrowski; 14 березня 1807, Варшава — 1 червня 1862, там само) — польський художник.

## Життєпис
Син художника Антонія Самуеля та Катажини Шейнат.
Навчався в Інституті початкових учителів і органістів у Ловичі. Після закінчення школи в 1826 році почав вивчати живопис на факультеті образотворчого мистецтва Варшавського університету в Антонія Бланка та Антонія Станіслава Бродовського. Брав участь у Листопадовому повстанні 1831 року в чині поручника, за що був засуджений до заслання до Вятки. У 1832 році повернувся до Варшави.
Як живописець цікавився жанровою та історичною тематикою (станковий, монументальний та мініатюрний живопис). Бонавентура Домбровський був автором портрету Павла Пеліццаро (бл. 1838 року, у колекції Національного музею у Варшаві), ікон Богородиця з Немовлям, Тайна Вечеря та Ісус Христос (усі з 1842 року) у греко-католицькій церкві по вул. Мьодова у Варшаві, Зіслання Святого Духа в катедрі св. Івана Хрестителя (не збереглася) і фресок та ікон в церкві св. Івана Богослова в Холмі.
Після 1840 року заснував приватну школу живопису. Уроки малювання відвідували, зокрема, Юзеф Ігнацій Крашевський та Юзеф Зіммлер.
Похований на цвинтарі Повонзки у Варшаві (секція 12-3-3).